# Godfried van Neder-Lotharingen
Godfried van Neder-Lotharingen (? - †Lucca, 5 augustus 964), was de eerste hertog van Neder-Lotharingen (959-964) en graaf van Henegouwen (958-964).
Hij was de zoon van Godfried van Gulik († 949) en Ermentrude, de oudste dochter van de Franse Karolingische koning Karel de Eenvoudige en stiefzus van Lodewijk IV van Frankrijk. De moeder van Lodewijk, Hedwig van Wessex was de zus van de eerste vrouw van Otto de Grote, Editha van Wessex.
Reinier III van Henegouwen probeerde met geweld het Hertogdom Lotharingen te veroveren. Hij ging een brug te ver toen hij de bruidsschat van Gerberga van Saksen, zus van Otto I en vrouw van Lodewijk IV, stal.
De toenmalige hertog van Lotharingen Bruno de Grote, broer van Otto I, confisqueerde het graafschap Henegouwen (958) en splitste het Hertogdom Lotharingen in Neder-Lotharingen en Opper-Lotharingen (959). Het graafschap Henegouwen en Neder-Lotharingen schonk hij aan Godfried. In 962 kreeg hij het Graafschap Gulik erbij.
Hij begeleidde Otto I in de strijd tegen koning Berengarius II van Italië. Hij sneuvelde te Lucca in 964.